# Miss Bolivia 2013
La 34º edición del certamen Miss Bolivia, correspondiente al año 2013 se celebró en el Salón Sirionó en la ciudad de Santa Cruz de la Sierra, el 13 de junio de 2013. Concursantes de los nueve departamentos bolivianos y una representante de los residentes bolivianos en España compitieron por este título de belleza. Al finalizar la velada, la Miss Bolivia 2012, Alexia Viruez, entregó la corona a su sucesora Claudia Tavel Antelo representante de Santa Cruz.

## Resultados Finales
| Resultados Final           | Departamento              | Candidata                        |
| Miss Bolivia Universo      | - Srta. Santa Cruz        | Claudia María Tavel Antelo       |
| Miss Bolivia Mundo         | - Srta. Tarija            | María Alejandra Castillo         |
| Miss Bolivia Internacional | - Miss Chuquisaca         | Adriana Delgadillo Galván        |
| Miss Bolivia Tierra        | - Miss Cochabamba         | María Renée Carmona Solíz        |
| Miss Bolivia Supranacional | - Miss Beni               | Teresa Talamás Melgar            |
| 1º Finalista               | - Miss Santa Cruz         | Mayra Alejandra Copas Sadud †    |
| 2º Finalista               | - Miss Residentes Bolivia | Luciana Arancibia Arteaga        |
| 3º Finalista               | - Miss Litoral            | Alejandra Aguilera Áñez          |
| 4º Finalista               | - Srta. Chuquisaca        | Geraldine Mercado Tomianovic (Δ) |

(Δ) Fue elegida por el voto del público en internet

## Representaciones
Representaciones de nuestra candidatas a nivel internacional representando a Bolivia
| Delegada                      | Concurso Internacional                        | Sede           | Resultado                | Otros Premios                                                                                               |
| ----------------------------- | --------------------------------------------- | -------------- | ------------------------ | --- |
| Claudia Tavel Antelo          | Reinado Internacional del Café 2016           | Colombia       | No clasificó             | |
| Claudia Tavel Antelo          | Miss Universo 2015                            | Estados Unidos | No clasificó             | |
| Claudia Tavel Antelo          | Reina Hispanoamericana 2013                   | Bolivia        | Sexta Finalista          | Mejor Sonrisa Orest                                                                                         |
| María Alejandra Castillo      | Reinado Internacional del Café 2014           | Colombia       | No clasificó             | |
| María Alejandra Castillo      | Miss Mundo 2013                               | Indonesia      | No clasificó             | |
| Adriana Delgadillo Galván     | Miss Grand Internacional 2015                 | Tailandia      | No clasificó             | Top 20 de Mejor Traje Típico                                                                                |
| Adriana Delgadillo Galván     | Miss Internacional 2013                       | Japón          | No clasificó             | Segundo Lugar en Traje Típico                                                                               |
| María Renée Carmona Solíz     | Charity Queen of One Power International 2015 | Vietnam        | Ganadora                 | Mejor Cuerpo                                                                                                |
| María Renée Carmona Solíz     | Miss Tierra 2013                              | Filipinas      | No clasificó             | Top 8 en Miss Nunca Bilena, Top 15 en Traje de Baño y Traje Formal obtuvo medalla de Bronce en Traje Típico |
| María Renée Carmona Solíz     | Miss Continentes Unidos 2013                  | Ecuador        | No clasificó             | |
| Teresa Talamás Melgar         | Miss Supranacional 2013                       | Polonia        | No clasificó             | |
| Mayra Alejandra Copas Sadud † | Miss Model of the World 2013                  | China          | Top 30 Semifinalista     | Miss Amistad, Mejor Traje Típico y Mejor Imagen                                                             |
| Luciana Arancibia Arteaga     | Miss Tourism World 2013                       | Guinea         | No clasificó             | |
| Luciana Arancibia Arteaga     | Miss Caraibes Hibiscus 2013                   | Saint Martin   | Top 10 Finalista         | Miss Elegancia                                                                                              |
| Geraldine Mercado Tomianovic  | Top Model Universal Beauty 2013               | Ecuador        | Ganadora                 | Mejor Sonrisa y el segundo lugar en Traje Típico                                                            |
| Norah Balcázar Rodríguez      | Miss Nexus Universe 2013                      | Ecuador        | Primera Finalista        | Mejor Sonrisa y Mejor Silueta                                                                               |
| Anahí Orías Morató            | Exquisite Face of the Universe 2013           | Nigeria        | No clasificó             | Mejor Traje Típico y Mejor Rostro de Sudamérica                                                             |
| Pamela Claros Maldonado       | Reinado Mundial de la Piña 2013               | Colombia       | No clasificó             | |
| Pamela Claros Maldonado       | Miss Turismo Mundo 2014                       | Venezuela      | No clasificó             | |
| Nicole Pers Gumiel            | Miss Latinoamérica 2013                       | Panamá         | Princesa Latinoamericana | Mejor Traje Típico                                                                                          |
| Cristina Montes Franco        | Miss Turismo Internacional 2013               | Malasia        | No clasificó             | Top 10 de las más Glamurosas                                                                                |
| Eva Humerez                   | Miss Piel Dorada Internacional 2014           | México         | Segunda Finalista        | |

## Jurado Calificador
- Hisashi Ueno   - Cónsul Consejero del Japón
- Marco Antonio Dipp  -  Presidente de Asociación Nacional de Prensa(ANP)
- Begoña Iglesias  -  Directora editorial de la Revista Vanidades en Bolivia
- Eloy Ávila  -  Licenciada en Psicólogía
- Lic. Enrique Román  -  Gerente de Marketing de Unilevel
- Dra. Natasha Gabriella Arana  – Miss Boliviamar Universo 1992
- Olivia Pinheiro Menacho  – Miss Santa Cruz 2010, Miss Bolivia Universo 2010 y Miss Caraïbes Hibiscus 2012

## Títulos Previos
| Título                       | Departamento     | Candidata                      |
| ---------------------------- | ---------------- | ------------------------------ |
| Miss Silueta Paceña          | Srta. Litoral    | - Cristina Montes Franco       |
| Miss Fotogénica              | Srta. Chuquisaca | - Geraldine Mercado Tomianovic |
| Miss Deporte Patra           | Srta. Chuquisaca | - Geraldine Mercado Tomianovic |
| Miss Ojos Codes              | Srta. Chuquisaca | - Geraldine Mercado Tomianovic |
| Miss Amistad y Simpatía      | Miss Moxitania   | - Norah Balcázar Rodríguez     |
| Miss Armonía Salvador Madrid | Miss Chuquisaca  | - Adriana Delgadillo Galván    |
| Miss Donaire                 | Miss Chuquisaca  | - Adriana Delgadillo Galván    |
| Mejor Cabellera Sedal        | Srta. Tarija     | - María Alejandra Castillo     |
| Rostro Más Bello Avon        | Miss Beni        | - Teresa Talamás Melgar        |
| Mejor Sonrisa Orest          | Miss Beni        | - Teresa Talamás Melgar        |
| Mejor Traje Típico           | Srta. Santa Cruz | - Claudia María Tavel Antelo   |
| Chica AmasZonas              | Srta. Santa Cruz | - Claudia María Tavel Antelo   |

## Candidatas
23 candidatas fueron elegidas en sus respectivos concursos departamentales que ahora están luchando por la máxima corona del Miss Bolivia 2013, estas lindas bellezas están entre la edad de 17 y 26 años que están en promedio de edad del reglamento del Miss Universo.
| Candidata               | Nombre                            | Edad    | Altura      | Nacimiento | Estudio/Profesión                      |
| ----------------------- | --------------------------------- | ------- | ----------- | ---------- | -------------------------------------- |
| Miss Beni               | Teresa Talamás Melgar             | 21 años | 1.75 metros | 1992       | Estudia Derecho                        |
| Srta. Beni              | Adela Gilmeth                     | 19 años | 1.69 metros | 1994       | Estudia Relaciones Internacionales     |
| Miss Cochabamba         | María Renée Carmona Solíz         | 18 años | 1.85 metros | 1995       | Estudia Ingeniería Civil               |
| Srta. Cochabamba        | Pamela Claros Maldonado           | 19 años | 1.67 metros | 1994       | Estudia Comunicación Social            |
| Miss Chuquisaca         | Adriana Delgadillo Galván         | 22 años | 1.82 metros | 1991       | Estudia Administración de Empresas     |
| Srta. Chuquisaca        | Geraldine Mercado Tomianovic      | 22 años | 1.68 metros | 1991       | Estudia de Derecho                     |
| Miss La Plata           | Anahí Orías Morató                | 23 años | 1.70 metros | 1990       | Egresada de Derecho                    |
| Miss La Paz             | Nadia Gómez                       | 23 años | 1.78 metros | 1990       | Es ingeniera comercial                 |
| Srta. La Paz            | Nicole Estéfani Pers Gumiel       | 19 años | 1.74 metros | 1994       | Estudia Diseño Gráfico                 |
| Miss Litoral            | Alejandra Aguilera Añez           | 25 años | 1.74 metros | 1988       | Estudia Comunicación Social            |
| Srta. Litoral           | María Cristina Montes Franco      | 25 años | 1.72 metros | 1987       | Licenciada en Marketing y Publicidad   |
| Miss Moxitania          | Norah Balcázar Rodríguez          | 19 años | 1.67 metros | 1994       | Estudia Ingeniería Comercial           |
| Miss Oruro              | Natilena Blanco                   | 19 años | 1.75 metros | 1994       | Estudia Arquitectura                   |
| Srta. Oruro             | Nataly Zubieta                    | 20 años | 1.67 metros | 1993       | Estudia Administración de Empresas     |
| Miss Pando              | Eva Humerez                       | 25 años | 1.70 metros | 1987       | Estudia Odontología                    |
| Srta. Pando             | Paola Mora Lobo                   | 18 años | 1.67 metros | 1995       | Estudia 6.º de Secundaria - Colegio    |
| Miss Potosí             | Cecilia Vargas                    | 20 años | 1.70 metros | 1993       | Estudia Medicina                       |
| Srta. Potosí            | Nicole Marcela Barrientos Aguirre | 17 años | 1.72 metros | 1995       | Estudia 6.º de Secundaria - Colegio    |
| Miss Residentes Bolivia | Luciana Arancibia Arteaga         | 17 años | 1.70 metros | 1995       | Estudiante de Colegio                  |
| Miss Santa Cruz         | Mayra Alejandra Copas Sadud †     | 17 años | 1.80 metros | 1995       | Estudia Odontología                    |
| Srta. Santa Cruz        | Claudia María Tavel Antelo        | 24 años | 1.72 metros | 1989       | Licenciada en Marketing y Publicidad   |
| Miss Tarija             | Jacqueline Mendieta               | 23 años | 1.72 metros | 1990       | Estudia Medicina y Comunicación Social |
| Srta. Tarija            | María Alejandra Castillo          | 20 años | 1.80 metros | 1993       | Estudia en Marketing y Publicidad      |

|}

| Predecesor: Miss Bolivia 2012 Alexia Viruez | Miss Bolivia 2013 13 de junio de 2013 | Sucesor: Miss Bolivia 2014 Romina Rocamonje |